# Assunção Hernandes
Assunção Hernandes Moraes de Andrade é uma produtora cinematográfica brasileira de mais de 40 filmes.

## Biografia
Formada em Ciências Sociais pela USP e em Serviço Social pela PUC-SP, Assunção começou no cinema quase por acaso. Na faculdade, colega de Ruth Cardoso, Francisco Weffort e Luiza Erundina, destacou-se por sua militância política na UEE (União Estadual dos Estudantes de São Paulo). Quando a entidade estudantil quis produzir documentários, Assunção terminou sendo chamada, por sua organização e capacidade.
No período em que trabalhou na UEE, Assunção conheceu o então estudante de engenharia e mais tarde diretor de cinema João Batista de Andrade. Casaram-se em 1964, tiveram dois filhos, realizaram 8 longas de ficção e uma dezena de documentários, a partir da produtora que criaram juntos em 1974, a Raiz Cinematográfica.
Além de produzir os filmes de João Batista, em geral títulos com forte preocupação social e política, Assunção e a Raiz também trabalharam com co-produções internacionais e viabilizaram obras de cineastas estreantes, hoje reconhecidos. Guilherme de Almeida Prado, Suzana Amaral, Djalma Limongi Batista, Alain Fresnot, entre outros, tiveram seus primeiros longas produzidos pela Raiz .
Filmes produzidos por Assunção Hernandes ganharam dezenas de prêmios nacionais e internacionais, destacando-se o de Melhor Filme no Festival de Moscou 1981 para O Homem que Virou Suco; o de Melhor Atriz para Marcélia Cartaxo no Festival de Berlim 1986, por A Hora da Estrela; e o Grande Prêmio Técnico em Cannes 1992 para El Viaje, de Fernando Solanas.
Pessoalmente, Assunção foi premiada com o troféu Humberto Mauro (Destaque de Produção) em 1987 e 1988; recebeu o prêmio Governador do Estado de São Paulo 1988 pelo incentivo à produção do cinema paulista e o prêmio Lumiére (Air France) de melhor produção em 1989 .
Assunção Hernandes foi presidente do SICESP (Sindicato da Indústria Cinematográfica do Estado de São Paulo) entre 2000 e 2003 e presidente do Congresso Brasileiro de Cinema de 2001 a 2003. Fez parte da diretoria da FIESP (Federação das Indústrias de São Paulo) de 2000 a 2003. Participou como conselheira do Conselho de Comunicação Social, órgão de assessoria do Senado Federal (2001 a 2004) e foi membro do Conselho Paulista de Cinema (2003 a 2005).
Atualmente faz parte do Conselho Consultivo do Congresso Brasileiro de Cinema, é vice-presidente da FIPCA (Federação Iberoamericano de Produtores de Cinema e Audiovisual) e diretora para assuntos internacionais da ABEPC (Associação Brasileira de Empresas Produtoras de Cinema).
Em 2004, em homenagem aos 30 anos de atuação da Raiz Cinematográfica, foi criado em Diadema o Cineclube Assunção Hernandes .

## Filmografia
como produtora de longa-metragem 
- 1978: Doramundo
- 1981: O Homem que Virou Suco
- 1983: A Próxima Vítima
- 1985: A Hora da Estrela
- 1985: "Céu Aberto"
- 1987: Brasa Adormecida (co-produção)
- 1987: O País dos Tenentes
- 1987: A Dama do Cine Shanghai (co-produção)
- 1988: "Presença de Marisa" (co-produção)
- 1989: "Lua Cheia" (co-produção)
- 1990: "Real Desejo" (co-produção)
- 1992: "Solo de Violino" (co-produção com Portugal)
- 1992: El Viaje (co-produção com a Argentina)
- 1993: Perfume de Gardênia (co-produção com a Argentina)
- 1997: "O Cego que Gritava Luz"
- 1998: A Hora Mágica
- 1999: O Tronco
- 2002: "Eu Não Conhecia Tururu"
- 2001: Uma Vida em Segredo
- 2003: "Rua Seis, Sem Número" (co-produção)
- 2006: "A Ilha do Terrível Rapaterra"
- 2003: De Passagem
- 2008: "Musicagen"
- 2007: Onde Andará Dulce Veiga? (co-produção)